# Manayunkia
Manayunkia är ett släkte av ringmaskar som beskrevs av Joseph Leidy 1859. Enligt Catalogue of Life ingår Manayunkia i familjen Sabellidae, men enligt Dyntaxa är tillhörigheten istället familjen Sabellariidae.
Kladogram enligt Catalogue of Life och Dyntaxa:
| Manayunkia | \| \| Manayunkia aestuarina \| \| \| \| \| \| Manayunkia athalassia \| \| \| \| \| \| Manayunkia baicalensis \| \| \| \| \| \| Manayunkia baltica \| \| \| \| \| \| Manayunkia brasiliensis \| \| \| \| \| \| Manayunkia caspica \| \| \| \| \| \| Manayunkia cursoria \| \| \| \| \| \| Manayunkia mizu \| \| \| \| \| \| Manayunkia polaris \| \| \| \| \| \| Manayunkia siaukhu \| \| \| \| \| \| Manayunkia speciosa \| \| \| \| |
|            | \| \| Manayunkia aestuarina \| \| \| \| \| \| Manayunkia athalassia \| \| \| \| \| \| Manayunkia baicalensis \| \| \| \| \| \| Manayunkia baltica \| \| \| \| \| \| Manayunkia brasiliensis \| \| \| \| \| \| Manayunkia caspica \| \| \| \| \| \| Manayunkia cursoria \| \| \| \| \| \| Manayunkia mizu \| \| \| \| \| \| Manayunkia polaris \| \| \| \| \| \| Manayunkia siaukhu \| \| \| \| \| \| Manayunkia speciosa \| \| \| \| |
|            | Manayunkia aestuarina |
|            | |
|            | Manayunkia athalassia |
|            | |
|            | Manayunkia baicalensis |
|            | |
|            | Manayunkia baltica |
|            | |
|            | Manayunkia brasiliensis |
|            | |
|            | Manayunkia caspica |
|            | |
|            | Manayunkia cursoria |
|            | |
|            | Manayunkia mizu |
|            | |
|            | Manayunkia polaris |
|            | |
|            | Manayunkia siaukhu |
|            | |
|            | Manayunkia speciosa |
|            | |

## Bildgalleri

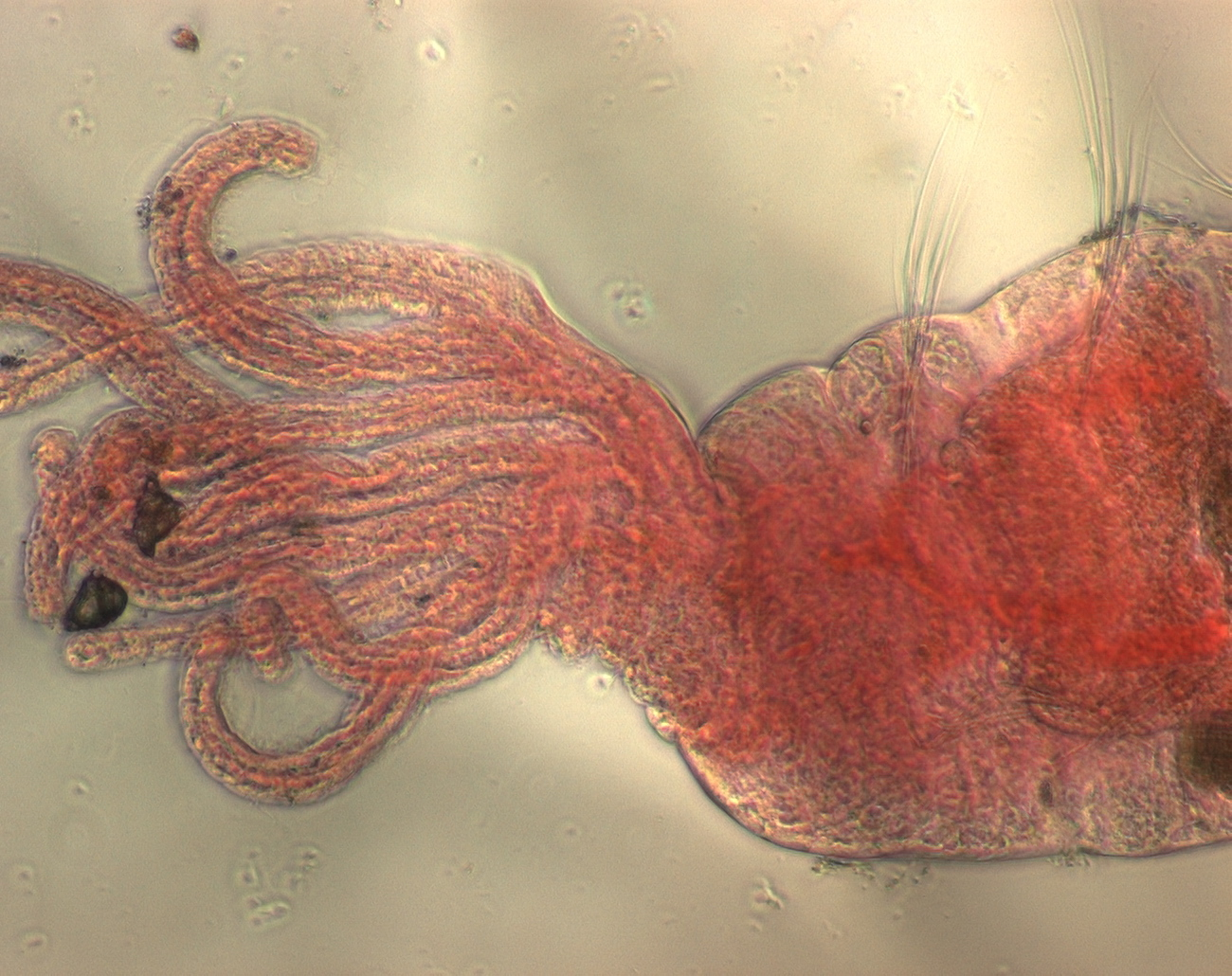